# 吉水玄信
吉水 玄信（よしみず げんしん、文政12年9月17日（1829年10月14日） - 明治20年（1887年）7月17日）は、幕末から明治時代の浄土宗の僧侶。

## 来歴・人物
文政12年（1829年）9月17日、信濃国更級郡真島村（現・長野県長野市）に丸田久右衛門の長子として生まれ、俗名は信治。天保4年（1833年）8歳の時に善導寺にて出家し、名前を玄信と改めた。江戸伝通院、東叡山浄明院、増上寺で学ぶ。
安政5年（1858年）日新窟の寮主、文久2年（1862年）浄光窟へ転じ、明治5年（1872年）に学頭となる。明治5年（1872年）生美大巌寺の住職、明治8年（1875年）鎌倉光明寺の住職。明治15年（1882年）磐城国磐前郡山崎専称寺の住職を兼ねる。
明治20年（1887年）新宗制制定をめぐって東西五本山が紛糾し管長・法王が辞任する事態におよび、浄土宗管長事務取扱となり、新しい浄土宗制の確立に尽力する。同年5月増上寺住職72世となるが、7月17日死去。行年59歳。字（あざな）は光沢。号は香蓮社馨誉柔阿。著作に『記主禅師行状絵詞伝』など。
玄信の実弟・丸田定治の伝は『明治往生伝　初篇』に収められている。

## 著書
- 『会本浄土三心私記講義』 三巻
- 『天台四教義図紀』一巻
- 『科註大乗本性心地観経報恩品』二巻
- 『記主禅師行伏絵詞伝』六巻[1][2]